# Haematopota katangaensis
Haematopota katangaensis är en tvåvingeart som beskrevs av H. Oldroyd 1952. Haematopota katangaensis ingår i släktet Haematopota och familjen bromsar.
Artens utbredningsområde är Kongo. Inga underarter finns listade i Catalogue of Life.